# Tres leches

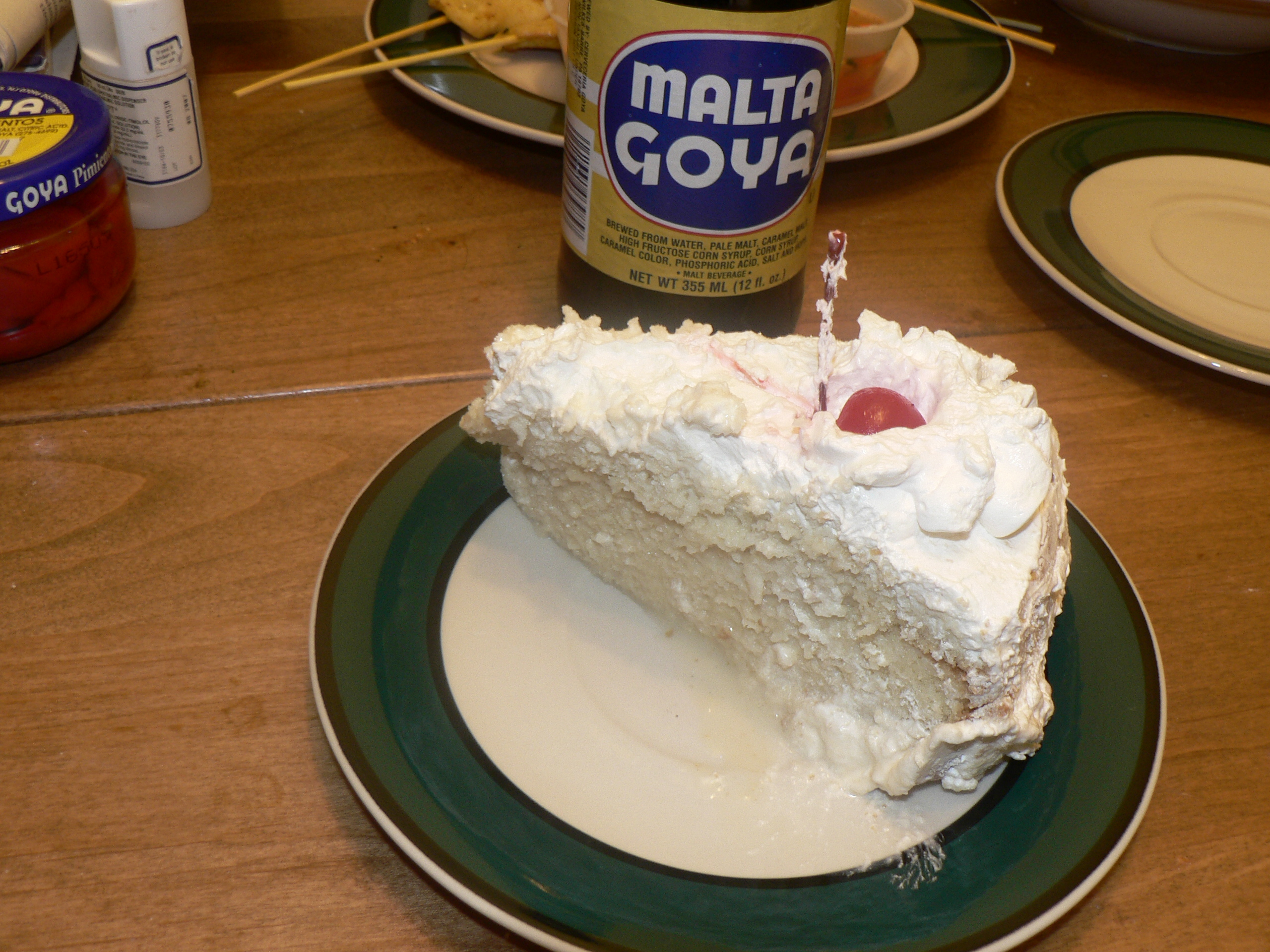
Ein Stück Tres leches

Tres leches  (Spanisch, etwa „drei Milchsorten“) ist eine traditionelle Süßspeise aus Kolumbien, Mexiko, Peru, Venezuela und dem spanischsprachigen Zentralamerika. Das Gericht ist ein mit drei verschiedenen Milchprodukten (Sahne, Kondensmilch und gezuckerter Kondensmilch) getränkter Biskuitkuchen oder Rührteig.

## Geschichte
Mehrere Länder Mittelamerikas beanspruchen die „Erfindung“ des Desserts für sich. Die US-amerikanische Journalistin Patricia Sharpe datiert die Entstehung von Tres Leches im Rahmen einer Artikelserie für das Magazin Texas Monthly auf etwa die Mitte des 20. Jahrhunderts. Eine von Sharpe zitierte Theorie ist, dass das Rezept von einem unbekannten Hersteller von Dosenmilch oder Handrührgeräten zu Werbezwecken entwickelt wurde. 
Die US-amerikanische Journalistin MM Pack recherchierte für den Austin Chronicle, dass in den 1940er-Jahren in Mexiko auf Milchdosen der Firma Nestlé ein Rezept für Tres Leches abgedruckt war. Sie führt das Dessert auf verwandte Rezepte der mexikanischen Küche des 19. Jahrhunderts zurück, die (oft in Alkohol getränkten) Biskuitteig enthalten und ihrerseits auf Rezepte der europäischen Kolonialmächte zurückgehen.

## Varianten
Die Süßspeise wird als Cuatro leches bezeichnet, wenn zusätzlich Dulce de leche verwendet wird. Durch die weitere Zugabe von Kokosmilch entsteht Cinco leches. In Kolumbien werden Varianten mit zusätzlichen geschmacksgebenden Zutaten wie Schokolade, Kaffee oder Früchten hergestellt.